# الکساندر کیدیایف
الکساندر کیدیایف (روسی: Александр Кидяев؛ زادهٔ ۱۹۴۰) وزنه‌بردار اهل شوروی بود.
وی در مسابقات کشوری و بین‌المللی در مجموع برندهٔ ۱ مدال طلا، ۱ مدال نقره شده‌است.